# Бауэр, Фридрих Людвиг
Фридрих Людвиг Бауэр (нем. Friedrich Ludwig Bauer; 10 июня 1924 — 26 марта 2015) — немецкий учёный в области информатики, заслуженный профессор Технического университета Мюнхена, член-корреспондент Австрийской академии наук, член Германской академии наук.

## Биография
Бауэр окончил среднюю школу в 1942 году, с 1943 по 1945 год, во время Второй мировой войны, служил в вермахте. В 1946 году начал изучать математику и теоретическую физику в Мюнхенском университете Людвига Максимилиана, где проработал до 1950 года. С 1963 года работал профессором математики и (с 1972 года) информатики в Мюнхенском техническом университете. Вышел на пенсию в 1989 году.

## Научная деятельность
В ранних работах Бауэр рассматривал методы построения вычислительной техники (например, компьютер Станислауса на логических реле). Он был первым, кто предложил широко используемый метод стека при вычислении выражений. Бауэр также работал в комитетах, которые разработали языки программирования Алгол 58 и его преемник Алгол 60, предшественники всех современных языков программирования.
В 1968 году Бауэр ввёл термин «Программная инженерия», который с тех пор широко используется. В 1972 году Бауэр опубликовал определение программной инженерии: «Создание и использование рациональных принципов инженерии для получения экономичного, надёжного и эффективно работающего программного обеспечения».
Бауэр был влиятельной фигурой в становлении информатики в качестве учебной дисциплины в немецких университетах. Он был соавтором теоремы Бауэра — Файка и основ устного и письменного перевода языков программирования. Бауэр входил в немецкое представительство Научного комитета НАТО.

## Награды
- 1944: Железный крест 2-го класса
- 1968: Член Баварской академии наук в области математики и науки
- 1971: Баварский орден за заслуги
- 1978: Медаль Вильгельма Экснера (Австрия).
- 1982: Крест за военные заслуги 1-го класса
- 1984: Член Германской академии наук (Леопольдины)
- 1987: Почётный член Общества информатики
- 1988: Золотое кольцо чести Немецкого музея
- 1988: Премия IEEE Computer Pioneer (Пионер компьютерной техники)
- 1997: Медаль Хайнц-Майер-Лейбница Технического университета Мюнхена
- 1998: Член-корреспондент Академии наук Австрии
- 2002: Почётный член Немецкого музея
- 2004: Серебряная медаль за заслуги в Баварской академии наук